# ماینلیر کلاس والی
ماینلیر کلاس والی (به انگلیسی: Wolei-class minelayer) یک کلاس از کشتی است که طول آن ۹۴٫۸۸ متر (۳۱۱ فوت ۳ اینچ) می‌باشد.